# Mondoro
Mondoro è un comune rurale del Mali facente parte del circondario di Douentza, nella regione di Mopti.